# Fumaria officinalis
Fumaria officinalis là một loài thực vật có hoa trong họ Anh túc. Loài này được Carl von Linné mô tả khoa học đầu tiên năm 1753.

## Hình ảnh

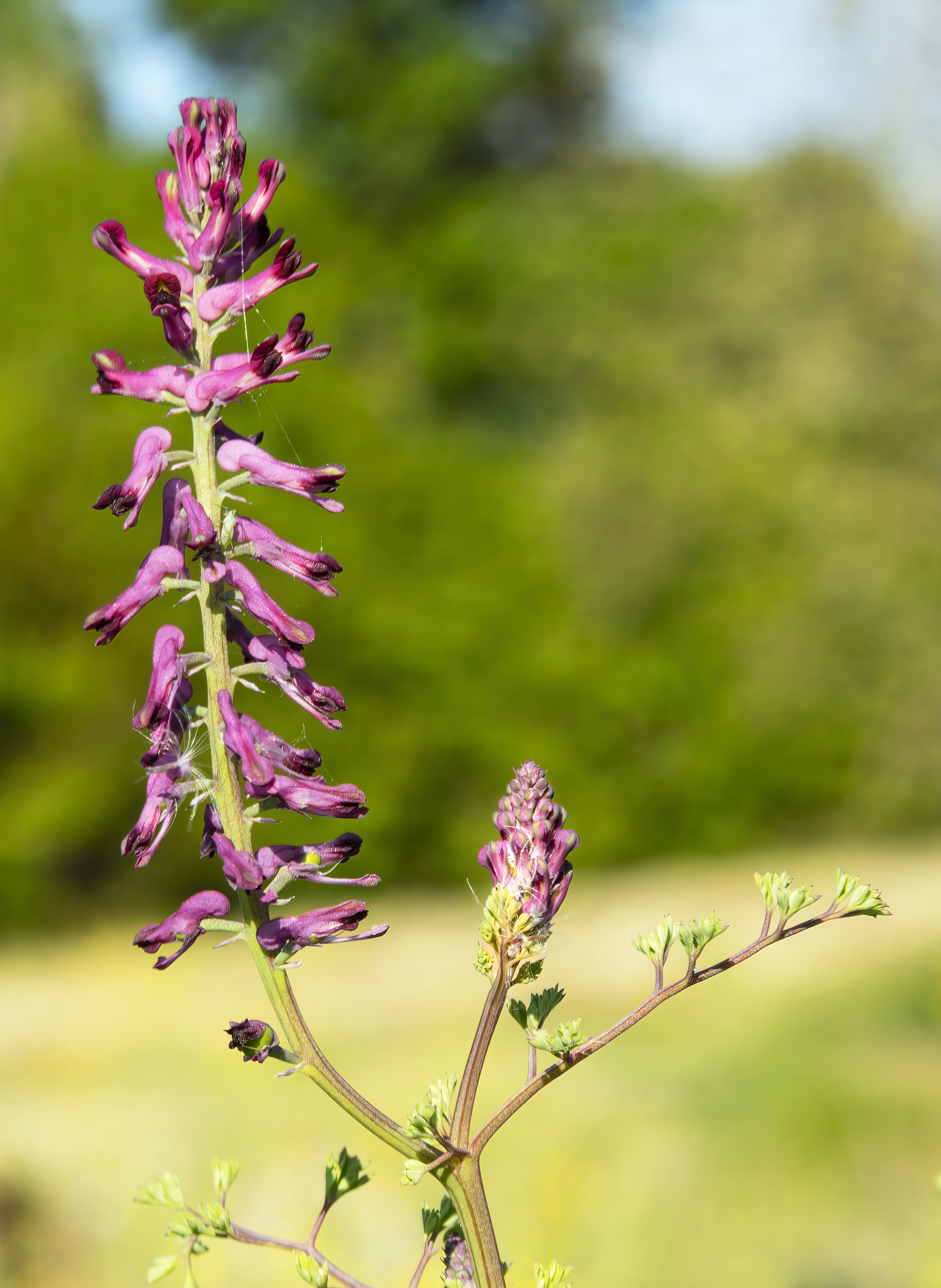
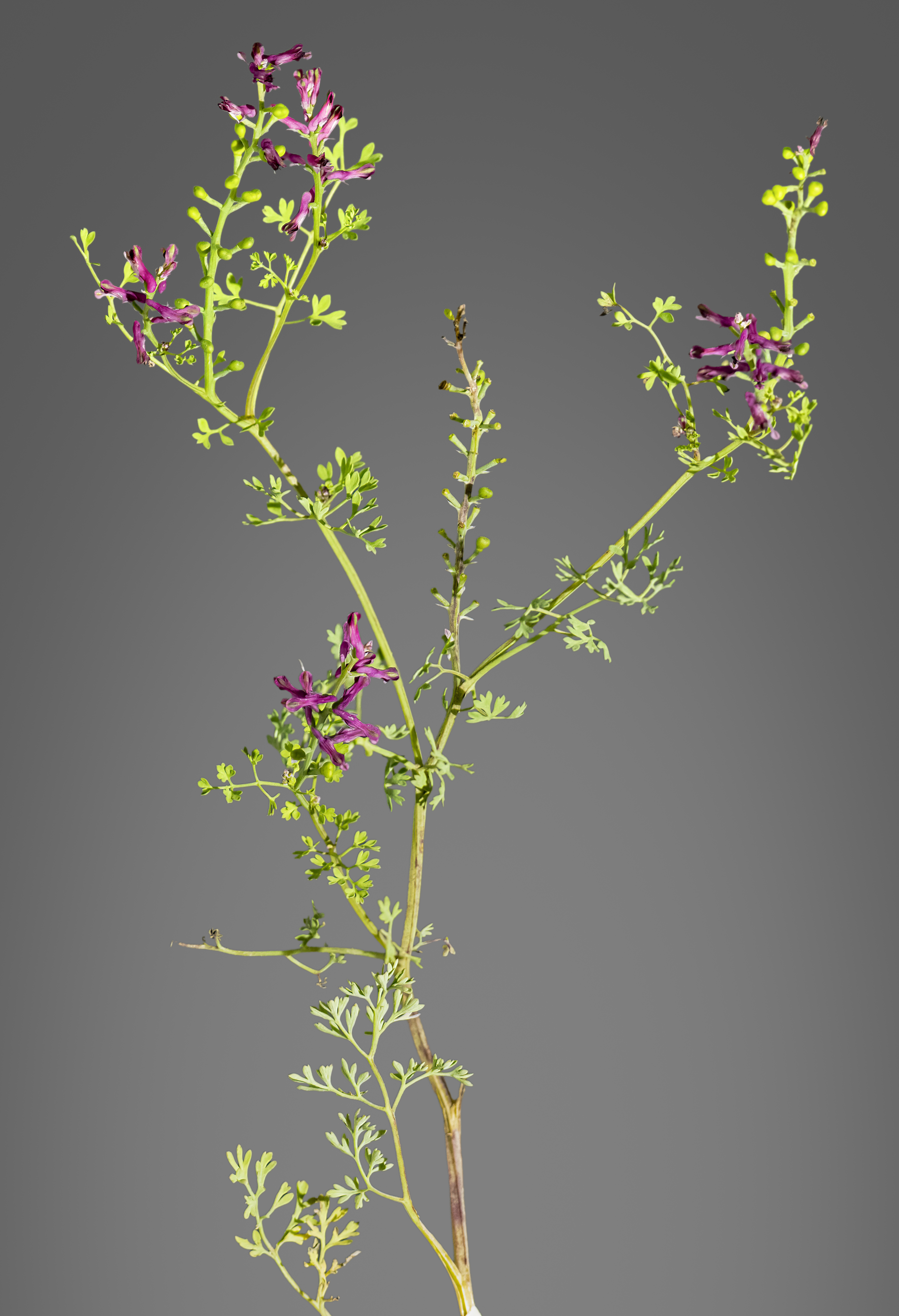
Thói quen thực vật
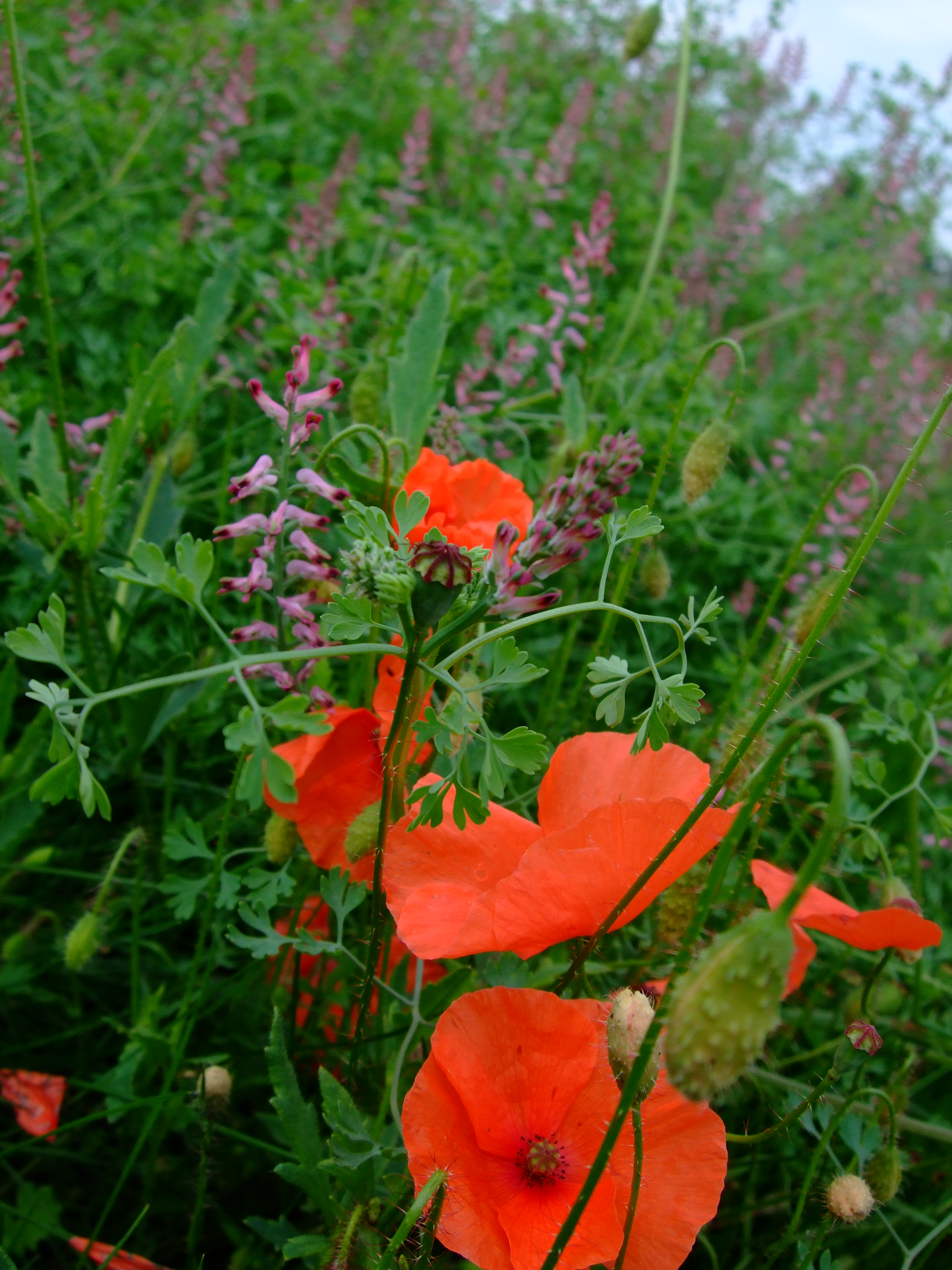
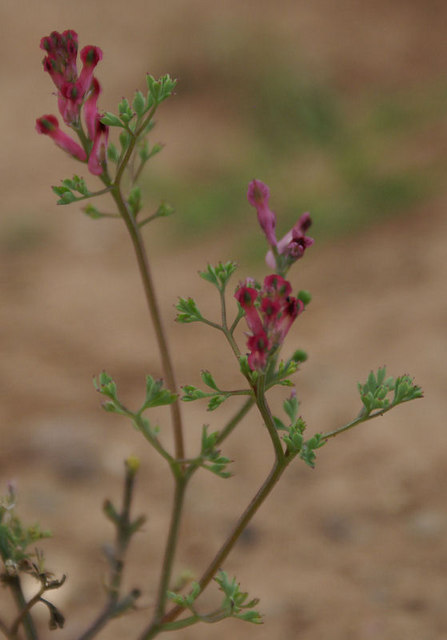